# Хансен, Хенри
Хенри Петер Кристиан Хансен (дат. Henry Peter Christian Hansen; род. 16 марта 1902, коммуна Глоструп, регион Ховедстаден, Дания — 28 марта 1985; коммуна Гентофте, Дания) — датский шоссейный велогонщик. Чемпион летних Олимпийских игр 1928 года в групповой гонке и командной гонке. Серебряный призёр летних Олимпийских игр 1932 года в командной гонке. Чемпион мира в групповой гонке среди любителей (1931).

## Достижения
1921
1-й  Чемпион Дании — Групповая гонка (любители)
1923
1-й  Чемпион Дании — Групповая гонка (любители)
1925
1-й  Чемпион Дании — Групповая гонка (любители)
1926
1-й  Чемпион Дании — Групповая гонка (любители)
1-й Skandisloppet 
1927
1-й  Чемпион Дании — Групповая гонка (любители)
1-й Skandisloppet 
1928
1-й  Летние Олимпийские игры — Групповая гонка
1-й  Летние Олимпийские игры — Командная гонка (вместе с Орла Йёргенсеном и Лео Нильсеном)
1-й Skandisloppet 
1929
1-й  Чемпион Дании — Групповая гонка (любители)
1-й Skandisloppet 
1930
1-й  Чемпион Дании — Групповая гонка (любители)
1-й Skandisloppet 
1931
1-й  Чемпион мира — Групповая гонка (любители)
1-й Skandisloppet 
3-й Чемпионат Дании — Групповая гонка (любители)
1932
2-й  Летние Олимпийские игры — Командная гонка (вместе с  Лео Нильсеном и Фроде Сёренсеном)